# Верхний Баксан
Ве́рхний Бакса́н (карач.-балк. Огъары Басхан) — село в Эльбрусском районе Кабардино-Балкарии.
Образует муниципальное образование сельское поселение Верхний Баксан как единственный населённый пункт в его составе.

## География
Село расположено в южной части Эльбрусского района, на левом берегу реки Баксан у впадения Адырсу. Находится в 18 км к юго-западу от районного центра Тырныауз, в 108 км от Нальчика и в 28 км к северо-востоку от горы Эльбрус.
Площадь сельского поселения составляет — 33 км2. Более 90 % площади поселения составляют пастбища и сенокосы.
Граничит с землями населённых пунктов: Тырныауз на севере и Нейтрино на юге.
Селение находится в горной части республики, в долине Баксанского ущелья. Средние высоты составляют 1590 м над уровнем моря. Абсолютные высоты достигают отметок 3000 метров. Высшей точкой сельского поселения является гора Сарыкол (2 931 м), расположенное к юго-западу от села. Более половины площади населенного пункта, занято рекой Баксан и каменистой поймой, непригодной для сельскохозяйственного использования.
Гидрографическая сеть представлена рекой Баксан и его мелкими притоками Адыр-Су, Сылтран и Кыртык. Также на территории села имеются выходы нарзанных источников.
Климат горный умеренный. Средняя температура колеблется от +24°С в июле, до −20°С в январе. Среднегодовое количество осадков составляет 550 мм. В начале весны при резких перепадах температуры с гор дуют сильный сухой ветер — фён.

## История
Село Верхний Баксан ранее называлось Урусбиево, и была вотчиной таубиев (горских князей) Урусбиевых. До установления советской власти, село являлось центром Урусбиевского общества балкарцев.
В XIX веке и в первой половине XX века село являлось перевалочным пунктом для покорителей горы Эльбрус.
Во время Великой Отечественной войны поселение было захвачено немецкими войсками во время их прохода через Баксанское ущелье для водружения нацистского флага над Эльбрусом.
Село было освобождено в начале 1943 года. Однако через год в марте 1944 года балкарцы были депортированы в Среднюю Азию, и село в течение 13 лет было в заброшенном состоянии. С 8 апреля 1944 по 1957 годы западнее Верхнего Баксана стала проходить граница с Грузинской ССР. 
В 1957 году решением Верховного Совета СССР балкарцам было разрешено вернутся на свои прежние места проживания.
В 1958 году восстановленное село было включено в состав городского совета города Тырныауз.
В 1995 году с образованием Эльбрусского района село Верхний Баксан выделен из состава горсовета Тырныауз и преобразован в самостоятельное сельское поселение.

## Население
| 1970 | 1979 | 2002 | 2010 | 2012 | 2013 | 2014 |
| ---- | ---- | ---- | ---- | ---- | ---- | ---- |
| 592  | ↘493 | ↘444 | ↗448 | ↗465 | ↗471 | ↘466 |
| 2015 | 2016 | 2017 | 2018 | 2019 | 2020 | 2021 |
| ↗472 | ↗479 | ↘477 | ↗481 | ↘479 | ↘474 | ↗600 |
| 2023 | 2024 | 2025 |      |      |      |      |
| →600 | ↘598 | ↗604 |      |      |      |      |

Плотность — 18.3 чел./км2.
Национальный состав
По данным Всероссийской переписи населения
 2010 года:
| Народ    | Численность, чел. | Доля от всего населения, % |
| -------- | ----------------- | -------------------------- |
| балкарцы | 444               | 99,1 %                     |
| другие   | 4                 | 0,9 %                      |
| всего    | 448               | 100 %                      |

По данным Всероссийской переписи населения 2021 года:
| Народ               | Численность, чел. | Доля от всего населения, % |
| ------------------- | ----------------- | -------------------------- |
| балкарцы            | 527               | 87,83 %                    |
| кабардинцы          | 30                | 5,00 %                     |
| русские             | 26                | 4,33 %                     |
| другие / не указано | 17                | 2,83 %                     |
| всего               | 600               | 100,0 %                    |

## Местное самоуправление
Совет местного самоуправления сельского поселения Верхний Баксан. Состоит из 6 депутатов.

## Образование
- Средняя школа № 1 — ул. Школьная, 2
- Детский сад № 1

## Здравоохранение
- Участковая больница

## Культура
- Дом Культуры
- Центр национальных ремёсел.
- Памятник первовосходителям на гору Эльбрус.

## Ислам
- Сельская мечеть

## Экономика
Экономика села практически полностью связана с туризмом. К югу от села расположено знаменитое в республике — ущелье Адыр-Су.
Ущелье Сылтран расположена на высоте 3000 метров и является одним из наиболее часто посещаемых туристами мест в республике. К югу (юго-западу) от села находится пограничная застава.
В сельском хозяйстве доминирующую роль играет — разведение мелкого рогатого скота.

## Улицы
| Адыр-Суу  |
| Будаева   |
| Джаппуева |

| Кыртык    |
| Мусукаева |
| Нарзанная |

| Новая    |
| Школьная |

## Примечание
1. 1 2  Численность постоянного населения Российской Федерации по муниципальным образованиям на 1 января 2025 года — М.: Росстат, 2025.
2. ↑  Закон Кабардино-Балкарской Республики от 27 февраля 2005 года N 13-РЗ «О статусе и границах муниципальных образований в Кабардино-Балкарской Республике». Дата обращения: 2 марта 2018. Архивировано 3 марта 2018 года.
3. ↑  Всесоюзная перепись населения 1970 года Численность городского населения РСФСР, ее территориальных единиц, городских поселений и городских — Демоскоп Weekly.
4. ↑  Всесоюзная перепись населения 1979 года Численность городского населения РСФСР, ее территориальных единиц, городских поселений и городских — Демоскоп Weekly.
5. ↑  Численность населения Кабардино-Балкарской Республики по сельским населённым пунктам по итогам ВПН-2002
6. ↑  Численность населения КБР в разрезе населённых пунктов по итогам Всероссийской переписи населения 2010 года
7. ↑  Численность населения Российской Федерации по муниципальным образованиям. Таблица 35. Оценка численности постоянного населения на 1 январ
8. ↑  Численность населения Российской Федерации по муниципальным образованиям на 1 января 2013 года. Таблица 33. Численность населения городских округов, муниципальных районов, городских и сельских поселений, городских населённых пунктов, сельских населённых пунктов — Росстат, 2013. — 528 с.
9. ↑  Таблица 33. Численность населения Российской Федерации по муниципальным образованиям на 1 января 2014 года
10. ↑  Численность населения Российской Федерации по муниципальным образованиям на 1 января 2015 года
11. ↑  Численность населения Российской Федерации по муниципальным образованиям на 1 января 2016 года — 2018.
12. ↑  Численность населения Российской Федерации по муниципальным образованиям на 1 января 2017 года — М.: Росстат, 2017.
13. ↑  Численность населения Российской Федерации по муниципальным образованиям на 1 января 2018 года — М.: Росстат, 2018.
14. ↑  Численность населения Российской Федерации по муниципальным образованиям на 1 января 2019 года
15. ↑  Численность населения Российской Федерации по муниципальным образованиям на 1 января 2020 года
16. ↑  Итоги Всероссийской переписи населения 2020 года (по состоянию на 1 октября 2021 года)
17. ↑  Численность постоянного населения Российской Федерации по муниципальным образованиям на 1 января 2023 года (с учётом итогов Всероссийской п — Росстат, 2023.
18. ↑  Численность постоянного населения Российской Федерации по муниципальным образованиям на 1 января 2024 года — Росстат, 2024.
19. ↑  Том 3. Таблица 4. Население по национальности и владению русским языком по муниципальным образованиям и населенным пунктам КБР. Дата обращения: 22 июля 2019. Архивировано из оригинала 6 марта 2016 года.
20. ↑  Итоги Всероссийской переписи населения 2020 года. Том 5. Национальный состав и владение языками. Таблица 1. Национальный состав населения Кабардино-Балкарской Республики, городских округов и муниципальных районов. Дата обращения: 9 октября 2023. Архивировано 16 октября 2023 года.